# Heikki A. Alikoski
| 1508 Kemi        | 21 de Outubro, 1938 |
| 1512 Oulu        | 18 de Março, 1939   |
| 1697 Koskenniemi | 8 de Setembro, 1940 |
| 1715 Salli       | 9 de Abril, 1938    |
| 1786 Raahe       | 9 de Outubro, 1948  |
| 2180 Marjaleena  | 8 de Setembro, 1940 |
| 2257 Kaarina     | 18 de Agosto, 1939  |
| 2487 Juhani      | 8 de Setembro, 1940 |
| 2573 Hannu Olavi | 10 de Março, 1953   |
| 2714 Matti       | 5 de Abril, 1938    |
| 2911 Miahelena   | 8 de Abril, 1938    |
| 3776 Vartiovuori | 5 de Abril, 1938    |
| 4066 Haapavesi   | 7 de Setembro, 1940 |

Heikki A. Alikoski (1912–1997) foi um astrónomo finlandês.
O asteróide 1567 Alikoski recebeu esse nome em sua homenagem.